# Super 10 2002-2003
Il Super 10 2002-03 fu il 73º campionato nazionale italiano di rugby a 15 di prima divisione.
Si tenne dal 7 settembre 2002 al 31 maggio 2003 tra 10 squadre; per esigenze di sponsorizzazione fu noto come Findomestic Super 10.
Esso vide riproporsi in semifinale le stesse sfide del Super 10 precedente, ovvero Petrarca — Amat. & Calvisano e Viadana — Benetton; ma se, per il primo incontro, l'esito fu lo stesso di una stagione prima, con l'Amatori & Calvisano (vittorioso sia all'andata che al ritorno con un +24 complessivo di scarto) giungere alla sua terza finale consecutiva, i campioni uscenti del Viadana, dopo aver battuto Treviso all'andata per 28-26, subìrono un passivo di 15-40 al Monigo, con Franco Smith a marcare la prima meta e a seguire l'australiano Brendan Williams che ne mise a segno altre 4, il che permise ai trevigiani di imporsi sia sotto il profilo della differenza punti che nel criticato conteggio mete, fino a quella stagione ancora determinante negli incontri a eliminazione diretta, e che la stagione precedente aveva favorito il Viadana.
La finale, disputatasi al Plebiscito di Padova, fu di fatto senza storia, con Calvisano che tenne fino a tutto il primo tempo, ma che nella ripresa, ridotto in 14 dopo una contestata espulsione di Griffen, subì Treviso, autore di quattro mete (con Palmer, due di Manuel Dallan e Parisse) e che si conquistò così il decimo scudetto, diventando il quarto club in ordine di tempo (dopo Amatori Milano, Petrarca e Rovigo) a vestire la Stella.
Nel dopopartita il presidente dell'Amat. & Calvisano, Alessandro Manzoni, già presidente dell'Amatori Milano, poi Milan, degli anni novanta, in segno di polemica con la decisione dell'arbitro romano Giulio De Santis di espellere Paul Griffen (reo, a detta del collaboratore di linea, di avere sputato verso il giudice di gara), rassegnò le dimissioni da presidente del club.
Fu anche l'ultima uscita ufficiale della società con il nome Amatori & Calvisano: l'estate successiva, rispettando l'accordo intrapreso con la fusione societaria di cinque anni prima, essa restituì i diritti sportivi all'Amatori Milano, che si era ricostituito una stagione addietro sotto le insegne del Iride Cologno, e riprese il nome di Calvisano.
A retrocedere in serie A fu il Silea, società del trevigiano al suo esordio assoluto in prima divisione.

## Squadre partecipanti
| Club              | Sponsor                            | Città     | Impianto interno         |
| ----------------- | ---------------------------------- | --------- | ------------------------ |
| Amat. & Calvisano | Ghial (alluminio e profilati)      | Calvisano | Stadio San Michele       |
| L’Aquila          | Conad (grande distribuzione)       | L'Aquila  | Stadio Tommaso Fattori   |
| Benetton          | Benetton (abbigliamento)           | Treviso   | Stadio di Monigo         |
| GRAN Parma        | SKG (climatizzazione auto)         | Parma     | Stadio Sergio Lanfranchi |
| Parma             | Overmach (meccanica)               | Parma     | Stadio Sergio Lanfranchi |
| Petrarca          | APS (servizi pubblici)             | Padova    | Stadio Plebiscito        |
| Rugby Roma        | Lottomatica (lotterie e scommesse) | Roma      | Stadio Tre Fontane       |
| Rovigo            | Femi-CZ (sistemi portacavi)        | Rovigo    | Stadio Mario Battaglini  |
| Silea             | Marchiol (elettricità)             | Silea     | Campo comunale di Silea  |
| Viadana           | Arix (pulizia della casa)          | Viadana   | Stadio Luigi Zaffanella  |

## Stagione regolare

### Risultati
| 7-9-2002   | 1ª/10ª giornata                | 4-1-2003  |
| ---------- | ------------------------------ | --------- |
| 6-19       | L'Aquila – Rovigo              | 19-24     |
| 11-32      | Parma – Amatori & Calvisano    | 20-24     |
| 27-29      | Rugby Roma – Viadana           | 5-39      |
| 28-34      | Petrarca – Benetton            | 11-31     |
| 14-18      | Silea – GRAN Parma             | 0-24      |
|            |                                |           |
| 26-10-2002 | 4ª/13ª giornata                | 5-4-2003  |
| 49-40      | Viadana – Silea                | 38-9      |
| 43-7       | Amatori & Calvisano – L'Aquila | 43-22     |
| 20-6       | Rugby Roma – GRAN Parma        | 8-106     |
| 15-8       | Benetton – Rovigo              | 21-18     |
| 23-23      | Parma – Petrarca               | 28-31     |
|            |                                |           |
| 30-11-2002 | 7ª/16ª giornata                | 27-4-2003 |
| 30-12      | L'Aquila – Petrarca            | 5-35      |
| 22-19      | GRAN Parma – Viadana           | 8-26      |
| 16-27      | Rovigo – Parma                 | 22-34     |
| 25-9       | Benetton – Amatori & Calvisano | 19-25     |
| 20-13      | Rugby Roma – Silea             | 13-25     |

| 14-9-2002  | 2ª/11ª giornata                  | 25-1-2003 |
| ---------- | -------------------------------- | --------- |
| 32-26      | GRAN Parma – L'Aquila            | 15-14     |
| 40-22      | Amatori & Calvisano – Petrarca   | 48-24     |
| 43-18      | Rovigo – Rugby Roma              | 34-17     |
| 32-19      | Benetton – Silea                 | 62-10     |
| 45-17      | Viadana – Parma                  | 17-31     |
|            |                                  |           |
| 2-11-2002  | 5ª/14ª giornata                  | 12-4-2003 |
| 39-32      | L'Aquila – Viadana               | 15-45     |
| 12-21      | Rovigo – Amatori & Calvisano     | 0-64      |
| 10-52      | GRAN Parma – Benetton            | 11-25     |
| 18-26      | Silea – Parma                    | 14-12     |
| 20-11      | Petrarca – Rugby Roma            | 70-0      |
|            |                                  |           |
| 21-12-2002 | 8ª/17ª giornata                  | 3-5-2003  |
| 58-19      | Amatori & Calvisano – Rugby Roma | 46-6      |
| 13-8       | Parma – GRAN Parma               | 26-19     |
| 28-21      | Viadana – Benetton               | 18-30     |
| 26-10      | Petrarca – Rovigo                | 5-12      |
| 12-12      | Silea – L'Aquila                 | 19-22     |

| 5-10-2002  | 3ª/12ª giornata                  | 1-2-2003  |
| ---------- | -------------------------------- | --------- |
| 3-68       | L'Aquila – Benetton              | 26-66     |
| 13-47      | Silea – Amatori & Calvisano      | 11-42     |
| 32-21      | Petrarca – Viadana               | 27-29     |
| 39-3       | Parma – Rugby Roma               | 29-26     |
| 23-29      | Rovigo – GRAN Parma              | 19-27     |
|            |                                  |           |
| 9-11-2002  | 6ª/15ª giornata                  | 19-4-2003 |
| 91-10      | Benetton – Rugby Roma            | 35-37     |
| 24-15      | Amatori & Calvisano – GRAN Parma | 35-27     |
| 32-27      | Parma – L'Aquila                 | 10-32     |
| 37-28      | Viadana – Rovigo                 | 30-24     |
| 45-26      | Petrarca – Silea                 | 31-10     |
|            |                                  |           |
| 28-12-2002 | 9ª/18ª giornata                  | 10-5-2003 |
| 41-23      | Benetton – Parma                 | 42-28     |
| 31-29      | Amatori & Calvisano – Viadana    | 3-29      |
| 41-15      | GRAN Parma – Petrarca            | 7-28      |
| 36-28      | Rugby Roma – L'Aquila            | 28-36     |
| 24-16      | Rovigo – Silea                   | 20-33     |

### Classifica
| Pos | Squadra           | G  | V  | N | P  | PF  | PS  | DP   | BMP | Pt |
| --- | ----------------- | -- | -- | - | -- | --- | --- | ---- | --- | -- |
| 1   | Amat. & Calvisano | 18 | 16 | 0 | 2  | 635 | 311 | +324 | 11  | 75 |
| 2   | Benetton          | 18 | 15 | 0 | 3  | 710 | 322 | +388 | 13  | 73 |
| 3   | Viadana           | 18 | 12 | 0 | 6  | 560 | 409 | +151 | 12  | 60 |
| 4   | Petrarca          | 18 | 9  | 1 | 8  | 485 | 406 | +79  | 10  | 48 |
| 5   | Parma             | 18 | 9  | 1 | 8  | 429 | 440 | −11  | 5   | 43 |
| 6   | GRAN Parma        | 18 | 9  | 0 | 9  | 435 | 367 | +68  | 7   | 43 |
| 7   | Rovigo            | 18 | 6  | 0 | 12 | 356 | 455 | −99  | 7   | 31 |
| 8   | L’Aquila          | 18 | 5  | 1 | 12 | 349 | 571 | −222 | 6   | 28 |
| 9   | Rugby Roma        | 18 | 4  | 0 | 14 | 304 | 747 | −443 | 4   | 20 |
| 10  | Silea             | 18 | 3  | 1 | 14 | 302 | 537 | −235 | 5   | 19 |

## Play-off
|  | Semifinali | Semifinali        | Semifinali | Semifinali | Semifinali |  |  | Finale            | Finale            | Finale |  |
|  |            |                   |            |            |            |  |  |                   |                   |        |  |
|  | 4          | Petrarca          | 13         | 10         | 23         |  |  |                   |                   |        |  |
|  | 1          | Amat. & Calvisano | 16         | 31         | 47         |  |  | Benetton          | Benetton          | 34     |  |
|  | 3          | Viadana           | 28         | 15         | 43         |  |  | Amat. & Calvisano | Amat. & Calvisano | 12     |  |
|  | 2          | Benetton          | 26         | 40         | 66         |  |  |                   |                   |        |  |

### Semifinali
| Arbitro: | Stefano Mancini (Frascati) |

|                 |      |                     |
| Soler 80’       | mt   | 16’ Raineri         |
| Ngapaku 80’     | tr   | 16’ Fraser          |
| Ngapaku 8’, 69’ | c.p. | 5’, 33’, 66’ Fraser |

| Arbitro: | Antonio Lombardi (Napoli) |

|                                         |      |                            |
| Benatti 13’ Phillips 40+4’ Denhardt 42’ | mt   | 22’ Williams 60’ Palmer    |
| Steyn 40+4’, 42’                        | tr   | 22’, 60’ Mason             |
| Steyn 6’, 9’, 37’                       | c.p. | 18’, 29’, 35’, 40+1’ Mason |

| Arbitro: | Antonio Lombardi (Napoli) |

|                                    |      |             |
| Raineri 2’ Fraser 42’ De Rossi 48’ | mt   | 15’ Ngapaku |
| Fraser 2’, 48’                     | tr   | 15’ Ngapaku |
| Fraser 6’, 54’, 78’                | c.p. | 30’ Ngapaku |

| Arbitro: | Salvatore De Falco (Napoli) |

|                                       |      |                            |
| Smith 10’ Williams 20’, 28’, 71’, 80’ | mt   | 60’ Jiménez 64’ A. Persico |
| Mason 10’, 20’, 28’                   | tr   | 60’ Goosen                 |
| Mason 2’, 46’, 70’                    | c.p. | 38’ Steyn                  |

### Finale
| Arbitro: | Giulio De Santis (Roma) |

|                                           |            |                          |
| Palmer 50’ M. Dallan 65’, 74’ Parisse 84’ | mt         |                          |
| Williams 84’                              | tr         |                          |
| Mason 21’ Smith 41’, 57’, 60’             | c.p.       | 7’, 10’, 29’, 63’ Fraser |
| Craig Green                               | Allenatori | Gilbert Doucet           |

## Verdetti
- Benetton: campione d'Italia;
- Benetton e Amat. & Calvisano: qualificate alla Heineken Cup;
- Viadana, Petrarca, Parma, GRAN Parma, Rovigo, L’Aquila, Rugby Roma, Leonessa (vincitrice del campionato di serie A): qualificate all'European Challenge Cup;
- Silea: retrocessa in serie A.